# 龍沢寺 (三島市)
龍沢寺（りゅうたくじ）は、静岡県三島市にある臨済宗妙心寺派の寺院である。山号は円通山。修行道場として僧堂があり、龍沢僧堂とも呼ばれる。白隠慧鶴の高弟である東嶺円慈による創建。このとき東嶺は師の白隠慧鶴を開山に請じている。そのため現在では白隠を龍沢開山、東嶺を龍沢創建として開山堂に祀っている。その後、明治の廃仏毀釈で一時衰退したが、大正になり山本玄峰により「白隠の古道場」として復活した。現在の住職は後藤榮山。伊豆八十八ヶ所霊場第21番札所であるが、年8回行われている接心（坐禅専一修行期間）中は境内の立ち入りに制限が入る。

## 歴史
近世の地誌によれば、平安時代初期、空海が今日の東京都港区愛宕に創建したとされ、慶長年間（1596年 - 1615年）臨済宗に改宗されたというが、近世以前の寺史は判然としない。
臨済宗中興の祖と言われる白隠慧鶴の高弟東嶺円慈によって、1760年（宝暦10年）に創建された。この時東嶺円慈は師の白隠を開山に請じた。同年4月、多くの修行僧が集まり最初の結制が行われた。但し、この時の地は現在地とは別である。翌年の1761年（宝暦11年）9月には、現在の地に方丈庫裏が完成したので、改めて師の白隠慧鶴を迎え開山入寺の上堂が行われた。
明治時代、星定元志が再興するが、その後は荒れ寺となっていた。大正4年（1915年）、山本玄峰が廃寺同然の龍沢寺に入り、修行道場として復興した。山本のもとには著名人が多く参禅し、第二次世界大戦末期の首相であった鈴木貫太郎に無条件降伏を進言したのも山本であった。
山本の後は、中川宋淵、鈴木宗忠、中川球童、後藤榮山が住職を務めている。

## 行事
- 11月23日 - 観楓祭（かんぷうさい：宝物風入れ）
- 摂心（坐禅専一修行期間・境内への立ち入り制限実施）4月18日～24日、5月18日～24日、6月18日～24日、7月18日～24日、10月18日～24日、11月15日～21日、12月1日～7日、1月18日～24日。

## 所在地
静岡県三島市沢地326

## 交通アクセス
- JR東海道本線三島駅から車で15分
- 伊豆縦貫道・三島加茂インターより車で5分
- 路線バス：富士急シティバスにて三島駅南口から20分　
三島駅（南口）発 光ヶ丘経由 沢地行き路線「竜沢寺入口」停留所にて下車。
- タクシー：三島駅北口よりタクシーで10～15分